# Batalla de Laï
La batalla de Laï va començar el 21 d'agost de 1914, durant la Primera Guerra Mundial, en el llogaret de Laï (Txad), al sud del riu Logone.
Una columna alemanya de Kamerun, liderada pel capità Von Dühring, va atacar Laï, defensada pel capità Jeanjean. Després d'una dura lluita, els francesos van ser expulsats i el poble va ser ocupat pels alemanys fins a l'1 de setembre de 1914.